# Sciopèn
 Sciopèn è un film italiano del 1982 diretto da Luciano Odorisio
Fu girato in 16 mm e in presa diretta. Chieti, città natale del regista, venne scelta come ambientazione di una commedia di costume che voleva rappresentare con ironia e sarcasmo il mondo provinciale italiano, la cui atmosfera si riflette nel ritmo lento del film.

## Trama
Alcuni notabili cittadini di Chieti elaborano un progetto per ricostituire una grande orchestra stabile cittadina, con centoventi elementi e una programmazione internazionale di alta qualità. Il fatto scatena una ridda di pettegolezzi, beghe e piccole invidie, sapientemente guidate da un avvocato intrigante e presuntuoso, soprannominato Sciopèn, perché da giovane aveva spacciato come propria creazione una composizione di Fryderyk Chopin. Tutto fa sì che alla fine si crei artificiosamente una rivalità tra due amici d'infanzia, Francesco Maria Vitale e Andrea Serano, entrambi musicisti, entrambi quarantenni, entrambi fronteggianti la crisi della mezz'età e ognuno chiedendosi se l'altro ha fatto le scelte di vita migliori.
Serano, una volta diplomato, ha lasciato la città per una carriera prestigiosa a Milano. Però, dopo l'iniziale successo, si è ridotto a scrivere temi musicali per telenovelas. L'altro, Vitale è sempre rimasto a Chieti, dove ha un lavoro stabile di insegnante di musica nelle scuole statali. Il suo momento di gloria viene una volta l'anno, quando dirige il coro del Miserere nella processione del venerdì Santo. Ambedue ambiscono a essere nominati conduttori della nuova fantomatica orchestra, al fine di rinnovare le carriere di cui sono insoddisfatti.
Alla fine il progetto non va in porto, ma si saranno svelate la tendenza agli intrighi, l'ascolto delle voci di corridoio, gli amori traditi e tutto il campionario socio-culturale tipico della vita provinciale.
Quando Serano riparte per Milano, Vitale corre alla stazione per salutarlo. Ambedue delusi, rinnovano l'amicizia e cercano di ritrovare l'ottimismo con qualche frase stereotipata.

## Sequel
Odorisio riprende le stesse tematiche, con Michele Placido, nel film Via Paradiso nel 1988.

## Riconoscimenti
- 1982 - Leone d'oro come "Migliore opera prima o seconda"
- 1982 - Primo premio Festival di San Sebastian come "Miglior film dell'anno"
- 1982 - Globo d'oro della stampa estera
- 1983 - Taormina - Maschera d'argento a Tino Schirinzi come miglior attore non protagonista e Miglior cameo a Guido Celano
- 1983 - David di Donatello
  - Candidatura come migliore attrice protagonista a Giuliana De Sio
  - Candidatura come migliore attore non protagonista a Tino Schirinzi
  - Candidatura come migliore attore esordiente a Carlo De Matteis